# Thomas Frederic Cheeseman
Thomas Frederic Cheeseman (Kingston-upon-Hull, 1846 – 6 d'octubre del 1923) fou un naturalista neozelandès.
Fill de Thomas Cheeseman, un pastor metodista, la família emigrà a Nova Zelanda el 1853. Thomas Frederic s'interessà ben aviat en la botànica, i el 1872 ja publicà el seu primer treball, On the Botany of the Titirangi District of the Province of Auckland. L'any 1874 va ser nomenat secretari de l'"Auckland Institute" i conservador del Museu d'Auckland, tasques que exercí una cinquantena d'anys. El 1876 tragué una llista de mol·luscs de la badia d'Auckland. Es casà amb Ellen Cawkell l'any 1889. El 1906 veia la llum The Manual of the New Zealand Flora i, el 1914, Illustrations of the New Zealand Flora. L'any 1911 va ser nomenat president del New Zealand Institute, l'honor més alt que un científic kiwi pot assolir en el seu país . Va ser membre fundador de la Royal Society of New Zealand, així com de la Societat Linneana de Londres i de la Zoological Society of London. Fou guardonat amb la Medalla Linneana el 1923.